# Чайковская (посёлок станции)
Чайковская — посёлок станции Нытвенского городского округа Пермского края России.

## География
Посёлок находится на правом берегу Сюзьвы в восточной части округа, примерно в 25 км к северо-востоку от города Нытва и в 15 км к северо-западу от Краснокамска.

## Климат
Климат характеризуется как умеренно континентальный, с морозной снежной зимой и коротким тёплым летом. Средняя многолетняя температура самого холодного месяца (января) составляет −15…−18,5 °C, температура самого тёплого (июля) 15—18,5 °C. Длительность вегетационного периода (с температурой выше +5 °C) колеблется от 145 до 165 дней. Среднегодовое количество осадков — 550—600 мм.

## История
Посёлок основан в 1899 году как разъезд Нытвенский. В 1913 году разъезд переименован в честь П. И. Чайковского. В советское время работали колхозы им. Калинина, им. Молотова, «Правда», кормосовхоз и совхоз «Правда». До 2019 года был центром ныне упразднённого Чайковского сельского поселения Нытвенского района.

## Население
| 2002 | 2010  | 2021  |
| ---- | ----- | ----- |
| 3084 | ↘2985 | ↘2969 |

Национальный состав (2002 г.): 94 % — русские.

## Транспорт
Станция Чайковская Свердловской железной дороги на линии Киров — Пермь, пригородное железнодорожное сообщение на маршрутах Верещагино — Пермь и Нытва — Чайковская. Автобусные маршруты до городов Нытва, Краснокамск, Пермь.